# تابع موج جهانی
تابع موج جهانی (به انگلیسی: Universal wavefunction) که توسط هیو اورت در تز دکترایش معرفی شد، مفهومی اساسی در تفسیر حالت نسبی یا تفسیر دنیاهای چندگانه مکانیک کوانتومی است. تحقیقات بیشتری در این زمینه توسط جیمز هارتل و استیون هاوکینگ انجام شد که طی آن راه حل مشخصی برای معادله ویلر-دوگانگی نتیجه‌گیری شد که شرایط اولیه کیهان‌شناسی مه بانگ را توضیح می‌دهد.